# Richard Pindle Hammond
Richard Pindle Hammond (Inghilterra, 26 agosto 1896 – New York, 2 dicembre 1980) è stato un compositore statunitense.

## Biografia
Nacque il 26 agosto 1896 in Inghilterra da John Hays Hammond. Tra i suoi fratelli c'erano l'inventore John Hays Hammond, Jr. e la pittrice Natalie Hays Hammond.
Tra i suoi insegnanti di composizione c'erano Emerson Whithorne, Mortimer Wilson e Nadia Boulanger. Ha scritto numerosi lavori per orchestra e musica da camera, oltre a opere corali.
Si recò negli Stati Uniti per studiare all'Università di Yale e prestò servizio nella Marina degli Stati Uniti durante la prima guerra mondiale. Morì nel dicembre 1980 a New York City.